# Saint-Sulpice metróállomás
A Saint-Sulpice egy metróállomás Franciaországban, Párizsban a párizsi metró 4-es metróvonalán. Tulajdonosa és üzemeltetője a RATP.

## Nevezetességek a közelben
| Név                                   | Típus                            | Koordináta                                               | Kép |
| ------------------------------------- | -------------------------------- | -------------------------------------------------------- | --- |
| Abbaye-aux-Bois                       | apátság                          | é. sz. 48,8522°, k. h. 2,3276°48.852200°N 2.327600°E     |     |
| Carmes Prison                         | börtön lebontott építmény        | é. sz. 48,85°, k. h. 2,33°48.850000°N 2.330000°E         |     |
| Croix-Rouge                           | szellemállomás                   | é. sz. 48,851894°, k. h. 2,329504°48.851894°N 2.329504°E |     |
| Hôtel Lutetia                         | szálloda luxusszálloda           | é. sz. 48,851354°, k. h. 2,327203°48.851354°N 2.327203°E |     |
| L'Arlequin                            | mozi                             | é. sz. 48,851111°, k. h. 2,330518°48.851111°N 2.330518°E |     |
| Piscine Lutetia                       | uszoda concept store             | é. sz. 48,85140°, k. h. 2,32792°48.851400°N 2.327920°E   |     |
| Saint-Joseph-des-Carmes               | templom                          | é. sz. 48,848492°, k. h. 2,330353°48.848492°N 2.330353°E |     |
| Saint-Sulpice Seminary                | irodaház katolikus szeminárium   | é. sz. 48,850110°, k. h. 2,333367°48.850110°N 2.333367°E |     |
| Saint-Sulpice-templom                 | templom                          | é. sz. 48,851002°, k. h. 2,334923°48.851002°N 2.334923°E |     |
| Szent Sulpice szökőkút                | szökőkút                         | é. sz. 48,850833°, k. h. 2,333333°48.850833°N 2.333333°E |     |
| Szent Sulpice tér                     | tér                              | é. sz. 48,850833°, k. h. 2,333333°48.850833°N 2.333333°E |     |
| The Great Organ                       | orgona organ case                | é. sz. 48,850925°, k. h. 2,334278°48.850925°N 2.334278°E |     |
| Théâtre Récamier                      | színházépület lebontott építmény | é. sz. 48,8522°, k. h. 2,3277°48.852200°N 2.327700°E     |     |
| Théâtre du Vieux-Colombier            | színházépület                    | é. sz. 48,851797°, k. h. 2,330294°48.851797°N 2.330294°E |     |
| fontaine de la Paix                   | szökőkút                         | é. sz. 48,84940°, k. h. 2,33278°48.849400°N 2.332780°E   |     |
| place Le Corbusier                    | tér                              | é. sz. 48,85160°, k. h. 2,32702°48.851600°N 2.327020°E   |     |
| place Michel-Debré                    | tér                              | é. sz. 48,85220°, k. h. 2,32992°48.852200°N 2.329920°E   |     |
| place Mireille-et-Jacques-Renouvin    | tér                              | é. sz. 48,850905°, k. h. 2,330629°48.850905°N 2.330629°E |     |
| rue Bonaparte                         | utca                             | é. sz. 48,853056°, k. h. 2,333056°48.853056°N 2.333056°E |     |
| rue Cassette                          | utca                             | é. sz. 48,84980°, k. h. 2,33085°48.849800°N 2.330850°E   |     |
| Rue Juliette-Récamier                 | utca                             | é. sz. 48,85220°, k. h. 2,32796°48.852200°N 2.327960°E   |     |
| rue de Rennes                         | utca                             | é. sz. 48,84950°, k. h. 2,32921°48.849500°N 2.329210°E   |     |
| rue du Vieux-Colombier                | utca                             | é. sz. 48,85140°, k. h. 2,33163°48.851400°N 2.331630°E   |     |
| town hall of Paris 6th arrondissement | városháza irodaház               | é. sz. 48,85060°, k. h. 2,33222°48.850600°N 2.332220°E   |     |

## Metróvonalak
Az állomást az alábbi metróvonalak érintik:
- 4-es metróvonal

## Kapcsolódó állomások
A metróállomáshoz az alábbi állomások vannak a legközelebb:
- Saint-Germain-des-Prés (Porte de Clignancourt, 4-es metróvonal)
- Saint-Placide (Bagneux–Lucie Aubrac metróállomás, 4-es metróvonal)